# Silverthorn (album de Kamelot)
Albums de Kamelot
Poetry for the Poisoned
(2010) Haven
(2015)
Silverthorn est le dixième album du groupe Kamelot, qui est sorti le 26 octobre 2012 en Allemagne, trois jours plus tard dans le reste de l’Europe et un jour après dans l’Amérique du nord.

## Liste des titres
1. Manus Dei
2. Sacrimony (Angel Of Afterlife)
3. Ashes To Ashes
4. Torn
5. Song For Jolee
6. Veritas
7. My Confession
8. Silverthorn
9. Falling Like The Fahrenheit
10. Solitaire
11. Prodigal Son
12. Part I: Funerale
13. Part II: Burden Of Shame
14. Part III: The Journey
15. Continuum